# Feaella parva
Espèce
Feaella parva est une espèce de pseudoscorpions de la famille des Feaellidae.

## Distribution
Cette espèce est endémique d'Afrique du Sud. Elle se rencontre vers Vioolsdrif.

## Description
Le mâle holotype mesure 1,65 mm.

## Publication originale
- Beier, 1947 : Zur Kenntnis der Pseudoscorpionidenfauna des südlichen Afrika, insbesondere der südwest- und südafrikanischen Trockengebiete. Eos, Madrid, vol. 23, p. 285-339 (texte intégral).